# Portugal nos Jogos Paralímpicos de Verão de 1992
Portugal participou dos Jogos Paralímpicos de Verão de 1992, que foram realizados na cidade de Barcelona, na Espanha, entre os dias 3 e 14 de setembro de 1992. A delegação portuguesa conquistou 9 medalhas: 3 de ouro, 3 de prata e 3 de bronze

## Atletas
Ao todo, a comitiva portuguesa em Barcelona alcançou os 25 homens e as 4 mulheres, num total recorde, à data, de 29 atletas distribuídos por apenas 4 modalidades, com José Dias, Mário Santos e Rui Santos Correia a competir em duas modalidades diferentes.
| Modalidade | Atletas |
| ---------- | --- |
| Atletismo  | António José Silva, Carlos Lopes, Carlos Pontes, José Dias, José Martins, Maria Santos, Mário Santos, Orlando Alves, Paulo de Almeida Coelho, Rui Pinto e Rui Santos Correia      |
| Boccia     | António Oliveira, Fernando Ferreira, João Baptista e Pedro Araújo |
| Futebol 7  | Arlindo Silva, Cândido Machado, Carlos Amaral Ferreira, Fernando Bento, Hélder Teixeira, Jerónimo Pereira, João Cardoso, José Couto, José Dias, Mário Santos e Rui Santos Correia |
| Natação    | Cesário Arango, Duarte Rocha, Rui Oliveira, Susana Barroso, Susana Conceição e Perpétua Vaza                                                                                      |

## Medalhados
A delegação portuguesa conquistou nove medalhas: 2 ouro, 2 prata e 2 bronze.
| Medalha | Atletas                                                         | Modalidade | Prova                      |
| ------- | --------------------------------------------------------------- | ---------- | -------------------------- |
| Ouro    | Carlos Lopes                                                    | Atletismo  | 200 m B1                   |
| Ouro    | Carlos Lopes                                                    | Atletismo  | 400 m B1                   |
| Ouro    | Paulo de Almeida Coelho                                         | Atletismo  | 1500 m B11                 |
| Prata   | Paulo de Almeida Coelho                                         | Atletismo  | 5000 m B11                 |
| Prata   | Fernando Ferreira                                               | Boccia     | Individual C2              |
| Bronze  | António José Silva, José Dias, Mário Santos, Rui Santos Correia | Atletismo  | Estafetas 4 x 100 m C7, C8 |
| Bronze  | Paulo de Almeida Coelho                                         | Atletismo  | 800 m B11                  |
| Bronze  | Susana Barroso                                                  | Natação    | 50 m costas S3-S4          |